# Que Teus Olhos Sejam Atendidos
Que Teus Olhos Sejam Atendidos é um documentário brasileiro de 1998 dirigido por Luiz Fernando Carvalho e mostra a pesquisa realizada para a produção do longa-metragem Lavoura Arcaica, baseado no romance homônimo de Raduan Nassar e lançado em 2001.

## Detalhes da produção
O cineasta Luiz Fernando Carvalho e a documentarista Raquel Couto fizeram uma viagem com destino incerto pelas montanhas do Líbano, Síria e sul da Espanha, captando o dia a dia de pastores, agricultores e pessoas que se aproximavam da equipe durante o percurso. 
O documentário foi gravado com uma pequena câmera digital e teve como intuito fazer uma vivência em busca da ancestralidade dos personagens do livro Lavoura Arcaica para apresentar ao elenco e à equipe. O autor do livro, Raduan Nassar, acompanhou as gravações em parte da viagem. 
O título do documentário vem de uma expressão popular de cortesia do Líbano: "Que teus olhos sejam atendidos". A frase foi dita no filme por uma personagem que encontra o diretor enquanto ele procura uma aldeia de pastores.

## Ficha técnica
- Direção: Luiz Fernando Carvalho
- Roteiro: Luiz Fernando Carvalho e Raquel Couto
- Fotografia: Luiz Fernando Carvalho
- Edição: Luiz Fernando Carvalho e Raquel Couto
- Som: Raquel Couto
- Coprodução: GNT e Videofilmes